# Pisó Tessàlic
Pisó (en llatí Piso o també Piso Frugi) va ser un emperador romà, un dels anomenats trenta tirans. Es va proclamar emperador quan Valerià I va caure presoner dels perses l'any 260. Així ho diu la Historia Augusta, a la llista que estableix Trebel·li Pol·lió.
Quan es va saber la captura de Valerià, Macrià el va enviar a Grècia amb ordes de matar a Valent, procònsol d'Acaia, i quan va saber que aquest darrer s'havia anticipat i s'havia proclamat emperador, es va retirar a Tessàlia on tanmateix va ser proclamat emperador per un reduït nombre de partidaris que li van donar el títol de Tessàlic (Thessalicus). Va ser mort per orde de Valent, que al seu torn també va morir. S'han trobat algunes monedes d'aquest emperador.